# Perbøeïta-(Ce)
La perbøeïta-(Ce) és un mineral de la classe dels silicats que pertany al grup de la gatelita. Rep el nom del mineralogista noruec Per Bøe (1937-), conservador del museu de la Universitat de Tromsø.

## Característiques
La perbøeïta-(Ce) és un sorosilicat de fórmula química CaCe₃(AlAl₂Fe2+)[Si₂O₇][SiO₄]₃O(OH)₂. Va ser aprovada com a espècie vàlida per l'Associació Mineralògica Internacional l'any 2011, sent publicada per primera vegada el 2014. Cristal·litza en el sistema monoclínic. La seva duresa a l'escala de Mohs es troba entre 6 i 7. És membre d'una sèrie polisomàtica amb l'epidota i la törnebohmita com a membres finals. Forma una sèrie contínua de solució sòlida amb l'alnaperbøeïta-(Ce).

## Formació i jaciments
Va ser descrita a partir de mostres recollides a tres indrets del comtat de Nordland, a Noruega: Nedre Eivollen, a la localitat de Drag; Hundholmen, a Narvik; i la pegmatita de stetind, també a Narvik. També ha estat descrita a la República Txeca, Rússia i els Estats Units.